# JJ Chalmers
John-James Chalmers (Edimburgo, Escocia, 20 de diciembre de 1987) es un presentador de televisión y orador público británico, además de ser un medallista de los Invictus Games de Escocia. Fue herido en la explosión de una bomba en Afganistán en 2011, mientras se desempeñaba para los Royal Marines.

## Primeros años
Chalmers es hijo de John Chalmers, moderador de la Asamblea General de la Iglesia de Escocia de 2014 a 2015. Asistió a la Escuela Strathallan y estudió en la Universidad de Edimburgo, donde se graduó con una Licenciatura en Educación en 2009. Trabajó como profesor de artesanía, diseño y tecnología en Balerno Community High School en Edimburgo.
Como reservista de la Royal Marine, sirvió en Helmand, Afganistán con el 42 Commando. En mayo de 2011, sufrió heridas graves en la explosión de un artefacto explosivo improvisado; sufrió lesiones faciales, perdió dos dedos y se desintegró el codo derecho. He remained in the Royal Marines during his rehabilitation until 2016.

## Invictus Games
En septiembre de 2014, Chalmers ganó la medalla de ciclismo sin amputaciones para Gran Bretaña en los Invictus Games. Como capitán del equipo de triciclo, recibió una medalla de oro en la carrera del circuito reclinado IRecB1 masculino, como parte de un trío británico que cruzó la línea de meta juntos. Ese mismo día, Chalmers ya había ganado un bronce en la contrarreloj de 1 milla. También ganó una medalla de bronce en la carrera de relevos mixta de 4 × 100 m.

## Carrera en los medios
Posteriormente, Chalmers presentó el Día Nacional Paralímpico para Channel 4, así como un programa en línea para el Campeonato Mundial de Atletismo Adaptado del IPC 2015 en Doha. En julio de 2016, regresó a los Invictus Games de 2016 como embajador, contando su historia en la ceremonia de apertura y trabajando con la BBC en su cobertura de los juegos.
Chalmers apareció en The Superhumans Show antes de viajar a Río de Janeiro como presentador de la cobertura de Channel 4 de los Juegos Paralímpicos de 2016, además de aparecer como invitado en la serie Live from Rio de The Last Leg. Después de regresar de Río, organizó el desfile de bienvenida de los Juegos Olímpicos y Paralímpicos del Equipo GB en Mánchester, junto a Mark Chapman y Helen Skelton, que se transmitió simultáneamente en BBC One y Channel 4.
Debido a su experiencia como Royal Marine, Chalmers presentó The People Remember, con Sophie Raworth, una serie de recuerdos que honra a los héroes tanto en el campo de batalla como en el frente interno, que se muestra durante la semana del recuerdo, antes de aparecer en la cobertura de Remembrance at the Cenotaph de la BBC.
También en 2016, Chalmers fue co-comentarista del Lord Mayor's Show en BBC One, un papel que ha ocupado desde entonces.
El 21 de febrero de 2017, Chalmers comenzó a presentar algunos de los segmentos deportivos en el canal BBC News y BBC Breakfast. Se unió al BBC Sport Team, trabajando regularmente como presentador y reportero en eventos anuales como Great North, Great Manchester Run y The London Marathon. También se unió a The One Show como reportero de funciones y, a menudo, aparece en Green Sofa. Luego empezó a trabajar en radio, como parte de la cobertura mundial de atletismo de BBC Radio 5 Live de Londres de 2017, además de presentar el documental de radio nominado al premio Sports Journalists, To Helmand and Back.
Cerró el año presentando los Invictus Games de 2017, celebrados en Toronto.
En 2018 trabajó en una serie de eventos deportivos importantes, comenzando como reportero en pista de BBC Sports para el Campeonato Mundial de Atletismo en Pista Cubierta, luego como reportero principal de 5 Live de los Juegos Paralímpicos de 2018 en Pieonchang, antes de presentarse para la cobertura televisiva en vivo de BBC Sport de la Juegos de la Mancomunidad en Gold Coast y finalmente presentando la cobertura de BBC1 de los Invictus Games de 2018, en Sídney, con Alex Jones.
Lejos del deporte, Chalmers participó en The Pilgrimage: Road to Santiago, donde siete celebridades, incluidos Ed Byrne, Neil Morrissey y Debbie McGee abordaron una peregrinación medieval por el norte de España para ver si aún tiene relevancia en la actualidad. Además de asumir más funciones como parte del equipo de eventos de la BBC, incluido Trooping the Colour y las conmemoraciones para conmemorar el 75 aniversario del desembarco del Día D. Tuvo el honor de ser elegido para narrar Scotland Remembers 100 Years of Armistice, un servicio de transmisión nacional desde la catedral de Glasgow.
En 2019, agregó el ciclismo a su cartera de cobertura deportiva, como parte del equipo de la BBC que trabaja en RideLondon, el Campeonato Mundial de Ciclismo en Ruta de 2019 y la Glasgow Track Cycling World Cup.
El 3 de septiembre de 2020, se anunció que Chalmers sería una de las celebridades participantes en la serie 18 de Strictly Come Dancing, siendo emparejado con la bailarina profesional Amy Dowden. Fueron eliminados en los cuartos de final de la serie, ubicándose en el sexto puesto.

## Vida personal
Chalmers está casado con Kornelia; tienen una hija y un hijo juntos.